# Maurice McLoughlin
Maurice Evans "Red" McLoughlin' (7 de enero de 1890 - 10 de diciembre de 1957) fue un jugador de tenis estadounidense que se destacó en los años 1910. También conocido como "el cometa californiano", fue el primer jugador del oeste de los Estados Unidos en consagrarse campeón en el US Championships. Se formó en canchas públicas de suelo duro al norte de California, a diferencia de lo que había ocurrido hasta esa época, donde los grandes tenistas surgían jugando en el césped de exlcusivos clubes o en canchas privadas pertenecientes a sus familias.
Su juego se basaba en potentísimos saques planos y smashes y voleas maestras, captando la atención del público acostumbrado a ver un juego de velocidad moderada y jugado desde el fondo de la cancha. Su juego atrajo muchos espectadores nuevos, que dejaron de ver el tenis como un juego delicado y empezaron a ver al deporte como un juego demandante en velocidad, resistencia y talento. Si bien la volea ya era utilizada antes, nunca nadie la había perfecccionado tanto hasta convertirla en un punto vital, como lo hizo "Red Mac". 
A pesar de su no tan extenso palmarés, en 1915 la revista "Tennis Guide" comentó que "en McLoughlin, Estados Unidos tiene sin dudas el mejor jugador de todos los tiempos". El gran tenista norteamericano Bill Tilden, escribió en su libro "Aces, Places and Faults" de 1938, que "fueron los poderosos golpes de "El cometa", su cálida sonrisa y brillante pelo rojo, lo que transformó al tenis de un juego de la alta sociedad a un deporte nacional. Uno puede criticar el movimiento de sus golpes pero nadie puede negar que fue tan dinámico y revolucionario como ninguna figura de este juego y marcó un paso adelante en el progreso del mismo".

## Carrera
Nacido en Carson City, Nevada, desarrolló su juego en las canchas públicas de asfalto del norte de California. Con 19 años ya fue convocado a jugar la Copa Davis, junto a otro adolescente de San Francisco, Melville Long. Allí perdieron claramente en la final ante Australasia, que contaba con los más experimentados Norman Brookes y Anthony Wilding, pero le sirvió a Maurice para adquirir roce internacional.
En 1911 empezaría a demostrarse el potencial de "Red". Ese año alcanzó la final del US Championships, donde perdió en tres sets ante William Larned, quien lograba su quinto título consecutivo. También fue miembro del equipo estadounidense de Copa Davis, derrotando en la serie previa a la final a las islas británicas, con dos triunfos suyos ante Arthur Lowe y Charles Dixon.
En 1912 se consagró por primera vez campeón del US Championships, derrotando en la final a Wallace Johnson, tras perder los dos primeros sets. Hizo lo propio en la modalidad de dobles, junto a Tom Bundy, con quien ganaría el título también en 1913 y 1914 y alcanzaría la final en 1915 y 1916. Fue miembro del equipo de Copa Davis que perdió la final ante Australasia, donde perdió su partido de dobles y ante Norman Brookes con la serie ya definida. Fue quizás el jugador del año junto a Anthony Wilding.
En 1913 volvió a conquistar el US Championships, esta vez derrotando en un reñido partido a Richard Norris Williams. Hizo su primera incursión en Wimbledon, donde acaparó multitudes sin precedentes, derrotando en la final de all-comers al australiano Stanley Doust y luego perdiendo la final ante Anthony Wilding por 8-6 6-3 10-8. Así se convirtió en el primer norteamericano en alcanzar la final del por entonces más prestigioso torneo del mundo. Su mayor logro ese año fue la Copa Davis jugada íntegramente el All England Lawn Tennis Club. Allí participó en las 4 series rumbo al título, incluido los cuartos de final ante Australasia (victorias ante Horace Rice y Stanley Doust) y la final ante el Reino Unido, perdiendo el primer partido individual ante James Parke y triunfando en el dobles y el segundo individual ante Charles Dixon.
1914 fue su mejor año, a pesar de perder la final del US Championships ante Richard Norris Williams. Triunfó en el torneo de dobles y su gran proeza fue la Copa Davis para su país, derrotando a Australasia en la final. Allí, derrotó en el primer partido a Norman Brookes por 17-15 6-3 6-3 en un partido de primer nivel "como nunca se había visto",. A pesar de perder en el dobles junto a Tom Bundy, le dio a Estados Unidos el triunfo en el quinto punto con una victoria en 4 sets sobre Anthony Wilding. La serie, jugada en Nueva York, contó con 14.000 espectadores por día, en gran parte debido a la popularidad de McLoughlin. Arthur Wallis Myers del "The Daily Telegraph" de Londres lo clasificó como el número uno del mundo en ese año.
En 1915 perdió la final del US Championships ante el también californiano Bill Johnston, en la primera vez que el torneo se jugó en Forest Hills, Nueva York.
Tras ese año nunca pudo recuperar su antigua forma. Retornó al este de los Estados Unidos después de labores en la Armada durante la Primera Guerra Mundial. Sin la potencia ni la velocidad de antes, se retiró del tenis en 1919, tras perder en cuartos de final del US Championships ante Norris Williams. Se dedicó por un tiempo al golf.
Fue incorporado al Salón Internacional de la Fama del tenis en 1957 y murió ese mismo año en Hermosa Beach, California. A pesar de su corta carrera dejó un importante legado para el futuro del deporte.

## Torneos de Grand Slam

### Campeón Individuales (2)
| Año  | Torneo           | Oponente en la final    | Resultado           |
| 1912 | US Championships | Wallace Johnson         | 3-6 2-6 6-2 6-4 6-2 |
| 1913 | US Championships | Richard Norris Williams | 6-4 5-7 6-3 6-1     |

### Finalista Individuales (4)
| Año  | Torneo           | Oponente en la final    | Resultado        |
| 1911 | US Championships | William Larned          | 4-6 4-6 2-6      |
| 1913 | Wimbledon        | Anthony Wilding         | 6-8 3-6 8-10     |
| 1914 | US Championships | Richard Norris Williams | 3-6 6-8 8-10     |
| 1915 | US Championships | Bill Johnston           | 6-1 0-6 5-7 8-10 |

### Campeón Dobles (3)
| Año  | Torneo           | Pareja       | Oponentes en la final          | Resultado       |
| 1912 | US Championships | Thomas Bundy | Raymond Little Gustav Touchard | 3-6 6-2 6-1 7-5 |
| 1913 | US Championships | Thomas Bundy | Clarence Griffin John Strachan | 6-4 7-5 6-1     |
| 1914 | US Championships | Thomas Bundy | George Church Dean Mathey      | 6-4 6-2 6-4     |

### Finalista Dobles (3)
| Año  | Torneo           | Pareja       | Oponentes en la final          | Resultado           |
| 1909 | US Championships | George Janes | Fred Alexander Harold Hackett  | 4-6 4-6 0-6         |
| 1915 | US Championships | Thomas Bundy | Clarence Griffin Bill Johnston | 6-2 3-6 4-6 6-3 3-6 |
| 1916 | US Championships | Ward Dawson  | Clarence Griffin Bill Johnston | 4-6 3-6 7-5 3-6     |